# Rumena tekunica
Rumena tekunica (znanstveno ime Spermophilus fulvus) je vrsta tekunice, za katero so značilna neodlakana stopala (razen pet), vrsta pa je razširjena po peščenih stepah Afganistana, Kitajske, Irana, Kazahstana, Turkmenistana, Uzbekistana in Rusije.